# Абадіньйо
Абадіньйо, Абадіано (баск. Abadiño (офіційна назва), ісп. Abadiano) — муніципалітет в Іспанії, у складі автономної спільноти Країна Басків, у провінції Біская. Населення — 7260 осіб (2009).
Муніципалітет розташований на відстані близько 320 км на північ від Мадрида, 28 км на південний схід від Більбао.
На території муніципалітету розташовані такі населені пункти: (дані про населення за 2009 рік)
- Абадіньйо-Селаєта: 1167 осіб
- Гастелуа: 117 осіб
- Гередіага: 154 особи
- Транья-Матієна: 4439 осіб
- Мендіола: 165 осіб
- Мунцарац: 1173 особи
- Уркіола: 45 осіб

## Демографія
Динаміка населення (INE ):

## Галерея зображень

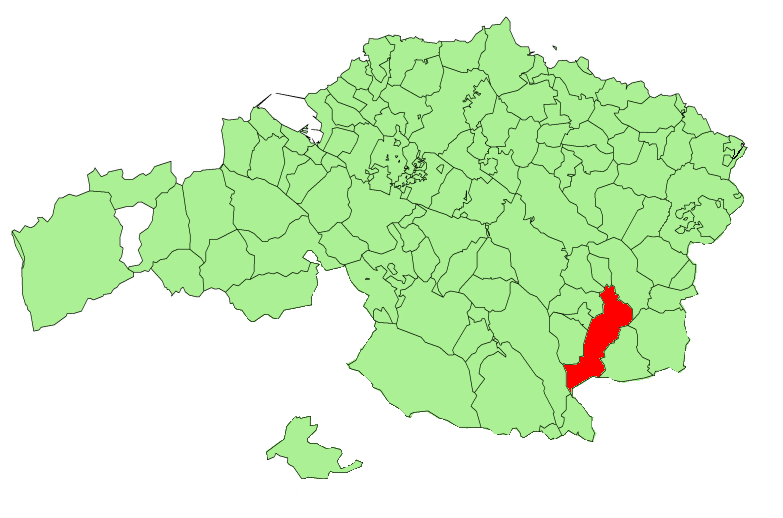
Розташування муніципалітету
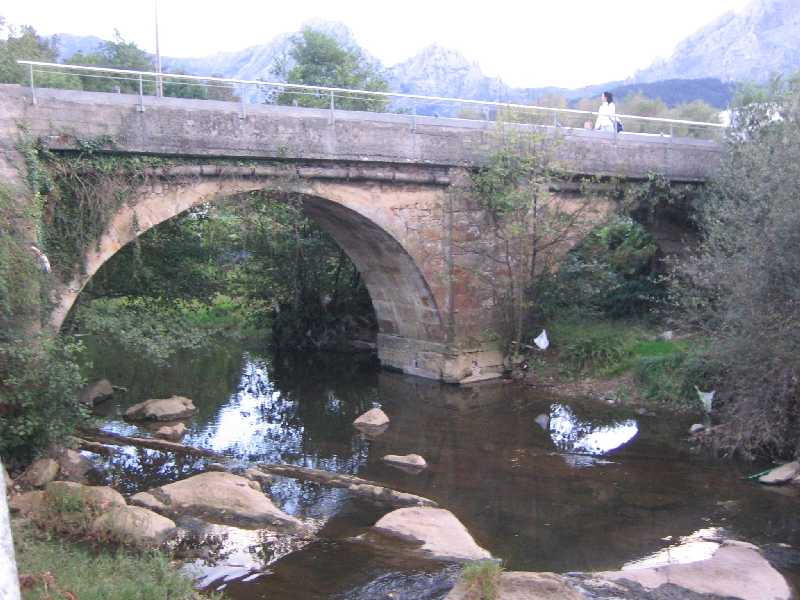
Міст у Астолі
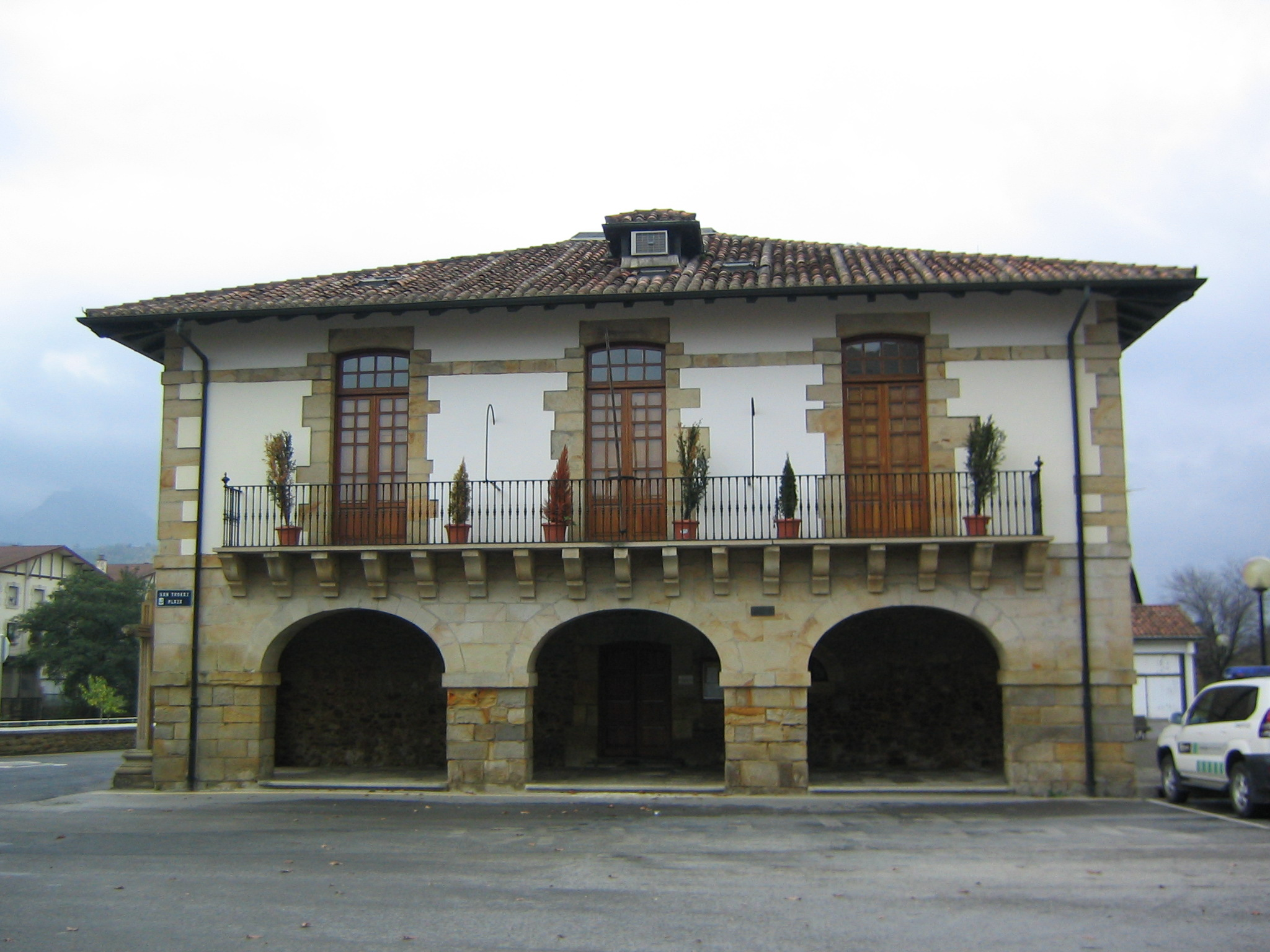
Муніципальна рада
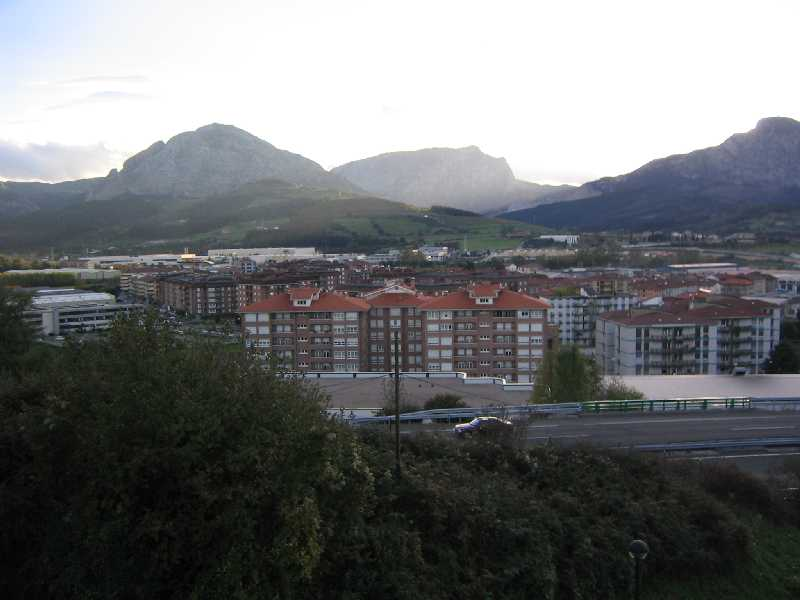
Транья-Матієна
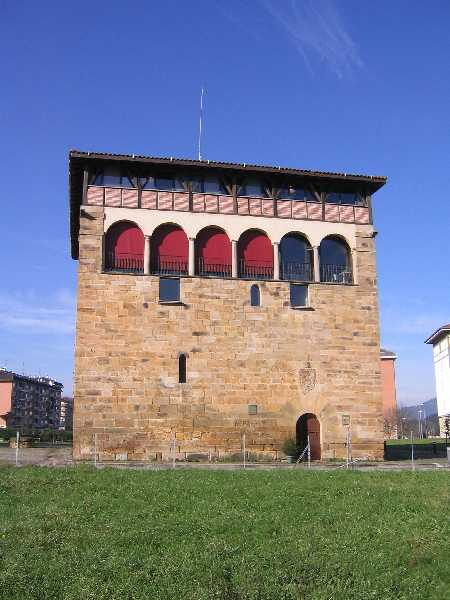
Вежа Мунцарац